# RAK航空
RAK航空（英語：RAK Airways）是一家總部設於阿拉伯联合酋长国拉斯海瑪酋長國的航空公司，在2006年成立，曾在2009至2010年間短暫停業，之後在新的管理層和新的商標下重新營運。2014年1月1日，航空公司終止所有業務。

## 歷史
首個關於新航空公司將會在拉斯海瑪酋長國成立的消息在2005年傳出，最初構思命名為哈姆拉航空（Al Hamra Airlines）。阿拉伯联合酋长国內閣後來通過2005年第328/4號決議，批准成立RAK航空，並在2007年初正式營運。
2010年，航空公司宣佈會重新投入服務，以新的「價值型」商業模式營運，定位為傳統航空公司和低成本航空公司之間的混合模式。
2013年，航空公司提供來往巴基斯坦伊斯兰堡和約旦安曼的航班。
RAK航空宣佈由於經濟考量，在2014年1月1日暫停營運。

## 目的地

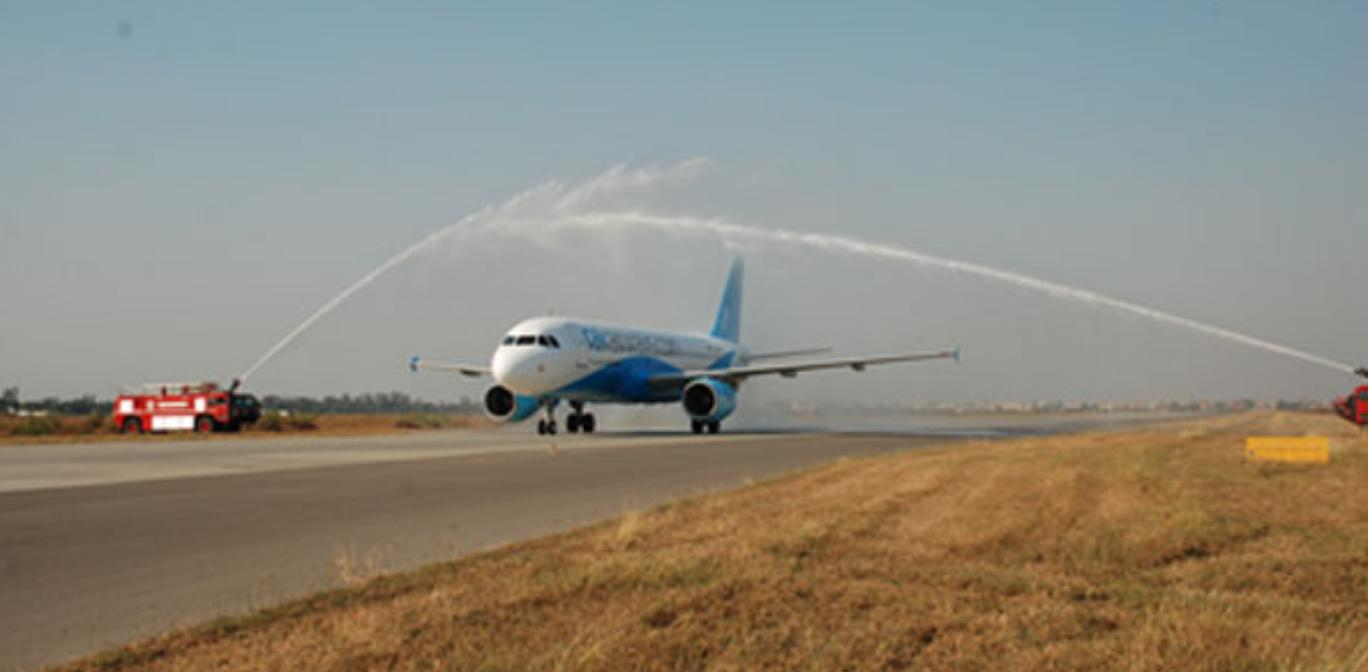
RAK航空的空中巴士A320-200

2013年12月，RAK航空的航點如下：
| 國家             | 城市                     | 機場                                                            | 備註 |
| ---------------- | ------------------------ | --------------------------------------------------------------- | ---- |
| 孟加拉           | 達卡                     | 沙阿賈拉勒國際機場                                              |      |
| 印度             | 科泽科德                 | 科泽科德国际机场                                                |      |
| 尼泊爾           | 加德滿都                 | 特里布万国际机场                                                |      |
| 巴基斯坦         | 伊斯兰堡，拉合爾，白沙瓦 | 贝娜齐尔·布托国际机场，阿拉马·伊克巴勒国际机场, 巴查·汗国际机场 |      |
| 卡塔爾           | 多哈                     | 多哈国际机场                                                    |      |
| 沙特阿拉伯       | 吉达，利雅德             | 吉达阿卜杜勒-阿齐兹国王国际机场，利雅德哈立德国王国际机场       |      |
| 阿拉伯联合酋长国 | 拉斯海瑪                 | 拉斯海瑪國際機場                                                | 基地 |

## 機隊
在2013年8月，RAK航空的機隊如下：